# Steganacarus pararafalskii
Steganacarus pararafalskii är en kvalsterart som beskrevs av Wojciech Niedbała 2004. Steganacarus pararafalskii ingår i släktet Steganacarus och familjen Phthiracaridae. Inga underarter finns listade i Catalogue of Life.